# Les Moissonneurs
Pour plus de détails, voir Fiche technique et Distribution.
Les Moissonneurs (en afrikaans : Die Stropers, littéralement « Les Braconniers ») est un drame psychologique polono-gréco-franco-sud-africain écrit et réalisé par Etienne Kallos, sorti en 2018. Il s'agit du premier long métrage du réalisateur.

## Synopsis
Dans l'État libre en Afrique du Sud, un monde rural et conservateur d'une communauté blanche isolée dans les années 1970, le jeune fermier afrikaner Janno (Brent Vermeulen), un garçon solitaire assez réservé, doit accepter l’orphelin Pieter (Alex van Dyk) comme frère quand sa mère (Juliana Venter) l’adopte. Ces jeunes luttent pour le pouvoir, l’héritage et l’amour…

## Fiche technique
Sauf indication contraire ou complémentaire, les informations mentionnées dans cette section peuvent être confirmées par la base de données Unifrance
- Titre original : Die Stropers
- Titre international : The Harvesters[3]
- Titre français : Les Moissonneurs
- Titre polonais : Zniwa[3]
- Réalisation et scénario : Etienne Kallos
- Direction artistique et décors : Barri Parvess
- Photographie : Michal Englert
- Son : Leandros Dounis, Thomas Robert et Jean-Guy Véran
- Montage : Muriel Breton
- Musique : Evgueni et Sacha Galperine
- Production : Sophie Erbs et Tom Dercourt ; Thembisa Cochrane et Michael Auret ; Giorgos Karnavas et Konstantinos Kontovrakis ; Mariusz Wlodarski
- Sociétés de production : Cinema Defacto, Heretic Outreach, Lava Films et Spier Films ; Bord Cadre films et Moonduckling Films coproductions)
- Société de distribution : Pyramide Distribution (France)
- Pays d'origine :  Afrique du Sud /  France /  Grèce /  Pologne
- Langues originales : afrikaans, zoulou
- Format : couleur - 2.35:1 - HD 4K
- Durée : 106 minutes[1]
- Genre : drame psychologique et historique
- Dates de sortie :
  - France : 14 mai 2018 (Festival de Cannes) ; 20 février 2019 (sortie nationale)
  - Afrique du Sud : 15 mars 2019
  - Pologne : 12 avril 2019

## Distribution
- Brent Vermeulen : Janno[1]
- Alex van Dyk : Pieter[1]
- Juliana Venter : Marie[1]
- Morné Visser : Jan[1]
- Erika Wessels
- Benre Labuschachne
- Danny Keough
- Roxana Kerdachi

## Production

### Genèse et développement
En 2009, Etienne Kallos coécrit avec son ancien professeur de théâtre Reza de Wet pour son court métrage Firstborn (Eersgeborene) — remporté le Lion d'or du meilleur court métrage à la Mostra de Venise dans la même année, qui a pour thème l'inceste et le matricide, sur lequel prolonge « en quelque sorte » Les Moissonneurs : « [c’est que], plus tard, elle m’a fait un retour sur la première version du scénario des Moissonneurs, avant de mourir en 2012. (…) Je voulais savoir ce qui se passerait si je retirais ces éléments spectaculaires et écrivais un nouveau projet dans un format plus long ».
Grâce la Cinéfondation qui avait sélectionné son court métrage Doorman — présenté au festival de Cannes en 2006 — ainsi qu'au financement et aux soutiens européens, la productrice Sophie Erbs de Cinema Defacto soutient le réalisateur : « C’est donc officiellement un film français, et il n’aurait pas été possible de le réaliser », raconte ce dernier.
À propos de l'homosexualité, le réalisateur explique qu’« être gay dans cette société agricole est impensable. En tant qu’orphelins, les garçons sont déjà des marginaux et sont obligés d’affronter leur sexualité dans un contexte extrêmement masculin parmi des gens fanatiques à plusieurs niveaux » (« Being gay in this farming society is unthinkable. As orphans, these boys are already outsiders, and they are forced to confront their sexuality in an extremely masculine setting among people who are bigoted on many levels ».

### Tournage
Le tournage a lieu en juin 2017 dans les régions de l'État libre et de KwaZulu-Natal en Afrique du Sud,. Il est filmé avec la caméra Arri Alexa XT.

### Musique
Le réalisateur engage les frères Evgueni et Sacha Galperine pour transmettre leur musique, une partition d'accordéon et de percussion, dans son film,.
Liste des pistes partiels
- Travel Road de Dj Low[9]
- Motherland Rituals de Freddy Da Stupid[9]
- Bateria de Freddy Da Stupid[9]

## Accueil

### Festivals et sorties
Les Moissonneurs est sélectionné dans la catégorie « Un certain regard » en compétition des Caméra d'or et Queer Palm et projeté le 14 mai 2018 au festival de Cannes. Il sort le 20 février 2019 en France. Quant à l'Afrique du Sud, il est présenté le 22 août 2018 au festival Silwerskerm Fees au Cap et sort le 15 mars 2019 dans les provinces.

### Critiques
Sur l'agrégateur américain Rotten Tomatoes, le film obtient 83 % d'opinions favorables pour six critiques et une notation moyenne de 7⁄10. Sur Internet Movie Database, il décroche une moyenne de 6.2⁄10, pour 109 critiques. Le film reçoit des retours mitigés, avec une note moyenne de 3.1 sur Allociné.
Le Figaro a accroché mais décèle quelques défauts : « film intéressant mais un peu trop démonstratif ».
Libération est déçu : « Un pensum dévitalisé ».

## Distinctions

### Nominations et sélections
- Festival de Cannes 2018 : « Un certain regard »[1]
  - Caméra d'or
  - Queer Palm
- Festival international du film de Flandre-Gand 2018 : « Global Cinema »
- Festival du film de Hambourg 2018 : « Kaleidoskop »
- Festival international du film de Melbourne 2018 : « Panorama International »

### Documentation
- (fr + en) Dossier de presse Les Moissonneurs